# Lanistes
Lanistes es un género de caracoles de agua dulce operculados, gastropodos de la familia Ampullariidae, conocidos popularmente como caracoles manzana.

## Distribución
La distribución de la Lanistes género incluye África y Madagascar.

## Descripción
Lanistes tiene una anatomía única entre los Ampullariidae: presenta una concha siniestra. Esto significa que el cuerpo del caracol no es dextral (como en todos los otros ampularidos), Sin embargo, la aparición siniestra deriva del hecho de que la rotación de la cubierta a medida que crece en una dirección hacia arriba en lugar de la dirección descendente de costumbre.

## Especies
Tres subgéneros han sido reconocidos, sobre la base de las diferencias de la concha tradicionalmente el género se ha subdividido: "Lanistes" sensu stricto, "Meladomus" y "Leroya". Estos subgéneros en los trabajos de actualidad no se utilizan.
Las especies existentes dentro del género "Lanistes" son:
- Lanistes alexandri (Bourguignat, 1889)[3]
- Lanistes bicarinatus Germain, 1907[3]
- Lanistes carinatus (Olivier, 1804) – especie tipo[2][3]
- Lanistes ciliatus Martens, 1878[2][3]
- Lanistes congicus O. Boettger, 1891[2][3]
- Lanistes ellipticus Martens, 1866[2][3]
- Lanistes farleri Craven, 1880[2][3]
- Lanistes grasseti (Morelet, 1863)[3]
- Lanistes graueri Thiele, 1911[2][3]
- Lanistes intortus Martens, 1877[2][3]
- Lanistes libycus (Morelet, 1848)[2][3]
  - Lanistes libycus var. albersi
  - Lanistes libycus form bernardianus[3] o como Lanistes bernardianus (Morelet, 1860)[2]
- Lanistes nasutus Mandahl-Barth, 1972[2][3]
- Lanistes neavei Melvill & Standen, 1907[2][3]
- Lanistes neritoides Brown & Berthold, 1990[2][3]
- Lanistes nsendweensis (Dupuis & Putzeys, 1901)[3]
- Lanistes nyassanus Dohrn, 1865[3]
- Lanistes ovum Peters in Troschel, 1845[3] - sinónimos: Lanistes magnus Furtado; Lanistes olivaceus (Sowerby); Lanistes procerus; Lanistes elatior Martens, 1866; Lanistes ovum bangweolicus Haas, 1936; Lanistes connollyi Pain, 1954[3] Lanistes ovum adansoni; Lanistes olivaceus var. ambiguus
- Lanistes pseudoceratodes (Wenz, 1928)[2]
- Lanistes purpureus (Jonas, 1839)[2][3]
- Lanistes solidus Smith, 1877[2][3]
- Lanistes stuhlmanni Martens, 1897[2][3]
- Lanistes varicus (Müller, 1774) - sinónimos: Lanistes adansoni Kobelt, 1911; Lanistes millestriatus Pilsbry & Bequaert, 1927[3]

Las especies fósiles del género' Lanistes son:
- † Lanistes asellus van Damme & Pickford, 1995[4]
- † Lanistes bishopi Gautier[4]
- † Lanistes gautieri van Damme & Pickford, 1995[4]
- † Lanistes gigas van Damme & Pickford, 1995[4]
- † Lanistes hadotoi van Damme & Pickford, 1995[4]
- † Lanistes heynderycxi van Damme & Pickford, 1995[4]
- † Lanistes nkondoensis van Damme & Pickford, 1995[4]
- † Lanistes olukaensis[4]
- † Lanistes senuti van Damme & Pickford, 1995[4]
- † Lanistes trochiformis van Damme & Pickford, 1995[4]